# Agnin
Agnin település Franciaországban, Isère megyében. Lakosainak száma 1240 fő (2022. január 1.). Agnin Salaise-sur-Sanne, Ville-sous-Anjou, Anjou, Bougé-Chambalud és Chanas községekkel határos.

## Népesség
A település népességének változása:
| Lakosok száma | 462  | 605  | 648  | 883  | 1047 | 1091 | 1106 | 1149 | 1170 | 1240 |
|               | 1968 | 1982 | 1990 | 2006 | 2013 | 2015 | 2017 | 2019 | 2020 | 2022 |